# ちおちゃんの通学路
『ちおちゃんの通学路』（ちおちゃんのつうがくろ）は、川崎直孝による日本のコメディ漫画。『月刊コミックフラッパー』（KADOKAWA）にて、2014年5月号から2018年10月号まで連載された。
女子高生・三谷裳ちおが登下校中に遭遇する奇想天外なエピソードを一話完結形式で描いたギャグ漫画である。作品内の大部分では通学路での登下校シーンと若干の自宅での様子のみが描写され、授業風景や部活動など学園生活はほぼ語られない構成が特徴である。コミックスでのキャッチコピーでは「エクストリーム登校コメディ」と称され、ゲーム的に荒唐無稽なアクロバティック・アクションから、舌先三寸の応酬によるナンセンスな駆け引きまで、各話ごとに変化に富むドタバタ劇が展開される。

## 作品背景
作者の川崎直孝は先行して成人向け作品での活動実績があり、成人向けでは2012年-2013年に単行本を複数刊行している。2013年に短編作品『マチノカドカラ』でメディアファクトリー主催「第9回MFコミック大賞」の「フラッパー賞」を受賞し、コミックフラッパー掲載の本作が初の一般向け商業連載となった。
川崎は「Kの字」名義で発表した『米の国から』など、それまでにも登下校中の出来事を描いた漫画を執筆しており、別の雑誌で発表した「登校中の少女と男性の追いかけっこ」を描いた漫画のキャラクターデザインとストーリーが川崎の満足のいくものだったことが、本作を執筆するきっかけとなった。また川崎はコミックフラッパーでの連載に向けてゲームセンターを題材とした漫画の構想を練っていたものの、プロットを読んだ担当編集者の助言により執筆を見合わせた経緯があった。
その後、川崎は『コミックフラッパー』の新人賞授賞式のホテルの一室で、これら2つの要素を結びつけ、本作の原型を作り上げたという。
なお本作の連載開始前、作者が送った連載ネームに数か月間担当者の返事が無く、編集長に直談判したエピソードがある。

## 表現手法

### ストーリー構成
川崎は執筆にあたりある程度起承転結を意識しているがゆえに難しさを感じるとGame*Sparkとのインタビューの中で述べており、「最初は通学路という制約を逆手に取って何でもありな感じで乗り切れた。でも、最近はキャラクターの存在が大きくなり、プライベートな側面も見たいと思った結果、通学とは無関係のストーリーも時々描くようになった。ただ、それをやりすぎると『登校漫画』というコンセプトからそれるので、そのあたりの調整も難しい」と話している。
川崎はストーリーの構想に必要なものとして散歩の時間を挙げており、その理由として「散歩しながら地形を見るだけでなく、知らない場所を歩くという状況を得られる」ことを挙げている。

### キャラクター設定
主人公・ちおが洋ゲーマーであるという設定は、川崎が海外のPCゲームに傾倒していることにも由来しており、特に『ハーフライフ2』については本作の根幹をなしていると川崎はGame*Sparkとのインタビューの中で述べている。なお、作中でちおが通う「鮫島学園」は、作者の過去の成人向け作品にも登場している。

## あらすじ
毎晩、オンラインゲームに興じて夜更かしをしている、自称「中の下」を行く女子高生の三谷裳ちおは、いつも遅刻の危機と闘いながら自宅から学校まで徒歩通学している。しかし、彼女の登校する通学路には、予期せぬ道路工事による通行止め、微妙な距離感の同級生 細川雪の出現、道をふさぐ暴走族のヘッド 安藤繭太との遭遇などあらゆる障害が待ち受ける。
遅刻を回避しての無事な登校を目指すちおであるが、たびたび危機に遭遇し、あるいは無用な危機を誘発しては無茶苦茶な打開策を繰り出すことで、悪友・野々村真奈菜ともども、意図せずしてさらなる珍騒動に巻き込まれることになる。

## 登場人物

### 主要人物
三谷裳 ちお（みやも ちお）
声 - 大空直美
本作の主人公である女子高生。私立鮫島学園高校1年、軟式テニス部所属。嫌いなことは目立つこと。
地味な外見で、悪目立ちせず無難に世渡りする「中の下」をポリシーとして日々を送るが、その半面お調子者であり、ゲームから仕入れたおかしな知識と、半端に高い運動能力、いざとなればとことん開き直る図々しい根性によって、思い付きで奇想天外な不要の危険行動に走りつつも、様々な危機を潜り抜けている。
眼鏡をとるとびっくりされる位の薄い顔。
重度の洋ゲーマニアで、毎日夜明け近くまでネット上でのガンアクションなどに耽っては、睡眠不足で危なっかしく登校することを常とする。ネットゲームでは「血塗蝶（ブラッディ・バタフライ）」という厨二病じみたハンドルネームを使用する。
金銭感覚基準が海外ゲーム販売サイトのセールでゲームが数百円で買えることに由来しており、1000円を超えるとゲーム2本買えるからと渋るレベル。そのためか小金に汚く、100円、200円のはした金をせしめるために、冷静に考えれば割の合わない行為や、恥も外聞もなく執拗な小銭ねだりをやらかす。
真奈菜とは小学生時代からの腐れ縁。低レベル同士、良くも悪くも互いをよく理解し合っており、無駄に息の合ったところを見せながら、その実互いをおちょくったり、危機に際して容赦なく「保身のための犠牲に売り飛ばす」「さらなる危機に陥れる」ような真似もためらわない。
本来腐女子ではないが、偶然にもボーイズラブ系のゲーム雑誌を読んだことで、そちら方面にも興味を持ち始めている。
安藤から片思いされており、安藤の求愛行動は一般的には的外れに見えるが、ちお的にはアリ（真奈菜視点で）なので、ちおとは結構息が合っている。しかし、ちおの鈍感さによりイマイチ好意に気づけない。気づきそうになっても真奈菜が邪魔をするスパイラルが続いている。理想の告白として「川の上のツルツルの水道管の上から告白」というあり得ないシチュエーションをあげていたが、安藤がこれをやってのけた時は、さすがにドキドキしている。
野々村 真奈菜（ののむら まなな）
声 - 小見川千明
ちおの幼なじみであり腐れ縁な親友。ゲームは卒業している。
外見は髪を二つに分けて束ね、おでこを出している程度で、地味で平凡だが、ちおに比べればメイクセットを持ち歩いて化粧をするぐらいの女子らしいたしなみはある。己のルックスには自信過剰で、ことあるごとに「清純な美少女」や「大人っぽい女」を気取る傾向があるが、実質が伴っていないために毎度滑る。
行状の矮小で小市民的な点ではちお同等、時にはさらに悪質。ことあるごとにスクールカースト上位者に取り入ろうと（嘘の）男性経験を語る、教員に媚びて進路志望で将来の目標を「教師」と偽るなど、損得勘定で外面を装う小賢しい行動を繰り返す。
ちおとは小学校からの付き合いで性格を熟知しており、時に息のあったコンビネーションを見せる一方、逆にちおを平気で裏切り、蹴落とし、利用する腹黒さも見せる。ちおを焚きつけてワルノリに走らせては後からはしごを外すマッチポンプ行為をたくらむのは日常茶飯事。その実、自身もけっこうなお調子者であり、浅知恵で馬鹿げた真似をしでかしたあげく、ひどい目に遭うことも度々。
二人の関係は「何でも話せる間柄でありながら、同時に常に裏切りを警戒する油断ならない相手」という一言では言えない関係。親友にして悪友、というまさに腐れ縁である。
顔芸のバリエーションが主人公のちお以上に豊富であり、美少女気取りの作り笑顔から、侮蔑もあらわな無表情、漫画のタヌキのような垂れ目顔、ホラー漫画の悪鬼のごとき怨嗟の様相などなど、場面ごとの表情変化が幅広い。
普段は鈍くさいが、キレると我を忘れ、巨漢の安藤を殴り倒したり、ビルからビルへ飛び移るなど意外なポテンシャルの高さをみせることも。
ちお・真奈菜コンビの隠し芸として、創作ダンス「まななっちお」がある。
シリーズのほぼ全編にわたりちおの相棒として活躍するレギュラーキャラではあるが、登場は細川雪や安藤よりも遅い第4話からである。作者の川崎によれば、第1話執筆時点では設定すらされていなかった、追加キャラクターであった。

### 鮫島学園
細川 雪（ほそかわ ゆき）
声 - 本渡楓
ショートヘアーの少女。ちおと同じクラスの女子生徒で陸上部の長距離選手。1年生ながら部活のエース。
明るく気さくで優しい性格によって、男女を問わず多くの生徒から好かれているクラスの人気者であり、スクールカーストにおいてはちおや真奈菜よりはるかに上位の存在。
変わった人達ともグイグイと距離を縮めていく性格のため、ちおや真奈菜、近所のランニングしているサラリーマンやカバディ部の久志取など交友関係が非常に広い。
ちおが原因で、久志取がらみの災難に遭っているが、特にちおを恨んでいる様子はない。
ちおと真奈菜は、雪の好意を学校内での保身に利用すると共に、スクールカースト上位を目指してそれぞれ独自に雪の歓心を買おうと、ことあるごとに互いの蹴落としあいを展開する。
善意とポジティブな思考に溢れる陰のない少女だが、実は自宅では脱衣嗜好ゆえに全裸でも歩き回ることが多く、屋外でも露出をしようと企んでいる。脱衣嗜好を茶化す者には普段の優しさからは一転して容赦がなくなる。
篠塚 桃（しのづか もも）
声 - 鈴木みのり
鮫島学園の2年生。女子生徒。生徒会風紀委員。小柄で華奢な体格。チョコミント好き。
規律と正義感の権化のような、純粋な堅物であり、現代の高校生一般の気風とずれた時代錯誤な性格から校内でも孤立していた。そのひたむきさを評価した風紀委員会顧問の後藤教諭からの誘いで風紀委員になった。これがきっかけで、後藤に密かに片想いしつつ、彼のために風紀委員の職務を全うせんと日々清く正しく勤めに励んでいる。
もっとも、友人がおらず孤立した状態はあまり変わっておらず、風紀委員活動でもたびたび空転気味なところを見せる。
根は気弱な泣き虫で淋しがり屋。
お菓子を食べると自制心のリミッターが外れ、普段とは打って変わってハイテンションになってしまうという大の甘党である。
鮫島学園の女子生徒（ちおと真奈菜）の問題行動情報をきっかけにした個人的パトロールから、ちおと真奈菜の、愚行と馬鹿げた争いの現場を目撃。二人の態度を詰問して「本当に友達なのか」を試そうとしたが、無駄に息の合ったちおと真奈菜の切り返しに、桃の「友情」に関する珍妙な判定感覚が働いてしまい、二人は告発の危機を逃れた。
以後、「ダメな後輩」ちお・真奈菜コンビと交流するようになり、「桃先輩」の世間ずれしていないがゆえの予想外な暴走行動をたびたび目の当たりにしたコンビは、彼女を煽り立てて「もっと暴走させる」ことをたくらむようになる。
久志取 まどか（くしとり まどか）
声 - 大地葉
鮫島学園の3年生女子生徒。女子カバディ部の部長。カバディ選手としては相当なレベルの実力がある。スポーツに打ち込む求道者気質のアスリート。
日焼けした肌に長身。巨乳。男言葉を使う凛々しい容貌の持ち主。
登校途中のちおと真奈菜が悪ふざけでカバディの真似事をしているところに居合わせ、有無を言わせず「負けたらカバディ部入り」との条件を付けてカバディ勝負を挑むが、ちおのゲーム脳を駆使した頭脳プレイによって自滅的敗北を喫した。
「山ごもり」と称して行方をくらまし、街中の公園に野宿して修行に励むという奇行に走った末、カバディが好きなのも「競技にかこつけて女生徒の体を揉むのが好きだから」。
「女の子」に対する守備範囲は、小学校高学年から女子高生まで幅が広い。
安藤ちはるをカバディの世界に引き込み、永平女学院の小学生女子達によるカバディサークルの指導者になることに成功した。
後藤先生（ごとう）
声 - 高橋広樹
鮫島学園の教師。風紀委員会顧問。大人として腹の据わった世間知があり、少々のことにはひるまないが、ちおの巻き起こす珍事件には時折翻弄されている。毎朝竹刀を手に校門に立ち、登校する生徒たちに睨みを利かせる強面の堅物だが、実はアイドルオタク。
篠塚桃の真面目で規律正しい性格を見込み、そのために彼女が孤立していたことも見越した上で、風紀委員会にスカウトした。桃の能力は高く買っているが、彼女に片想いをされていることには気付いていない。
ちお以外の常連キャラクターたちの中でも、第1話から登場している唯一の人物である。
瀬戸山先輩
声 - ゆかな
鮫島学園の女子生徒。

### その他
安藤 繭太（あんどう まゆた）
声 - 小山力也
元暴走族「星空會」のヘッドだった男。登校中のちおに因縁を吹っ掛けたが、直後の偶然とそれに続くちおの奇想天外なハッタリによってプライドをへし折られる敗北を喫し、暴走族からの脱退を決断。
後にちおからハッタリの真相を明かされるが、怒らずむしろ事態収拾のため自らを犠牲とする漢気を見せた。
その後は更生して新聞配達やコンビニ店員のアルバイトに励んでいるが、いろいろな経緯から徐々にちおに惚れ始めてしまい、なにかとちおにアプローチしている。ちおに関連することを除けば作中では比較的常識人である。
安藤 ちはる（あんどう ちはる）
声 - 会沢紗弥
安藤繭太の10歳年下の妹である女子小学生。私立の「超お嬢様校」永平女学院の初等部に通う。学力は相当に高く、「中の下」高校生のちおをも上回るが、兄の影響かヤンキー的価値観に染まりきっており、性格・言動は粗暴。学校での二つ名は「狂犬」。しかし、小学生らしい幼さを見せることもある。
兄の繭太に心酔しており、重度のブラコン傾向を見せる。就職も進学もせず暴走族チームのリーダーとして日々を送っていた兄に「鉄と血の匂い」を感じて憧れていたが、兄がいきなりチームを辞めて更生、働き始めたため、激怒。単身で星空會のメンバーたちに問い詰め、兄を変えてしまったのが「鮫島学園の女」らしいと知った結果、ちおと真奈菜をいきなり「ケツ闘」と称するカンチョー技で襲撃した。
その後は、偶然ながら繭太を一撃で倒した真奈菜を慕う一方、ちおのことは見下すようになる。
さらに闘争心をたぎらせた結果、久志取との闘争にまで至る。だがちはるも駆使する脱衣空蝉の術まで難なくこなした久志取は、臆面もないセクハラとハッタリだらけのカバディ布教を同時にやってのける変質者ぶりで、ちはるを手玉に取ることに成功した。
結果更生したちはるは、自分もカバディ布教者になってしまい、かつての「ケツ闘」相手達まで巻き込んだカバディサークルを作って活動している。
老師（ろうし）
声 - 魚建
小柄で初老のホームレス男性。本名は不明。公園で野宿の先達として久志取を助けたため、彼女から「老師さま」と敬意を払われ、本人も状況を楽しんでいた。本人の語るところによれば、20年前の若いころは一流企業に勤める企業戦士だったが、日々消耗する生活の中で笑いさざめく女子高生たちを見て思わず痴漢行為に走り、そこから転落人生を歩んで今に至るという。零落しきった身になっても、女子高生好きは変わっていない。常にキャップを被っているのはハゲ隠しのためである。
SLAM DUNKパロディの説諭シーンで久志取を「悟り」に導いたり、ちおをおだて上げて有頂天にさせるなど、妙な話術の才がある。
無頼巡査（ぶらいじゅんさ）
ちお、真奈菜らの街で勤務する若い制服警官。職務に忠実で日夜地域をパトロールしている。本人いわく、所轄署では最も足が速いらしい。自衛隊員上がりの下着泥棒を素手で捕縛するなど、警察官としての能力は十分に持っている。以前から、暴走族リーダーである安藤のことを警戒している。
深夜の徒歩パトロール中、徘徊していたちおに遭遇。職務質問を試みたが、モデルガン携行で補導されてしまうことを恐れたちおは、居合わせた真奈菜をおかしな体術で巡査にぶつけて足止めし、自らは逃走した。
その後、日中のパトロールでちおと真奈菜に遭遇。日中でもゲーム脳状態なちおの挙動が不審なためブラフをかけてみたところ、ちおの条件反射による反撃技で倒されてしまう。ちおと無頼双方の口先ハッタリ勝負は引き分けとなったが、ちおの運動能力や挙動の異常さから「彼女は普通の女子高生でなく、犯罪組織に関わっているのでは」と疑い始めた。以後ちおを警戒対象とし、直接名乗られていない苗字「三谷裳」を把握してちおを驚かせるも、ちおのマヌケな実態にはたどり着いていない。
深夜補導未遂事件の際、若く屈強な無頼に抱き留められてまんざらでもなかった真奈菜は、二度目の遭遇の際には無頼が気に入ってしまったらしく、名前を聞き出している。
ちおの母親
声 - 早水リサ
専業主婦の模様。深夜早朝までゲームにふけり、テスト前は一夜漬け、といったちおの生活態度に憤慨しているが、ちおの図々しさのために打つ手がなくお手上げの状況である。
ジョージ
声 - 小見川千明
性別不明のネコ（屋外を歩いているが、首輪をしているため飼い猫か逃げて野良猫になったかは不明）。名前はちおが瞬間的なアドリブで付けた。ちおはこの「ジョージ」を利用して「脱出」を成功させる。
その後、安藤に餌付けされていたが、そこに現れたちおを「危険人物」として記憶しており即座に逃亡した。
たっくん
声 - 篠田みなみ
通行人
たっくんのお母さん
声 - 皆口裕子
通行人

## 書誌情報
- 川崎直孝 『ちおちゃんの通学路』 KADOKAWA〈MFコミックスフラッパーシリーズ〉、全9巻
  1. 2014年9月30日発行（2014年9月23日発売） ISBN 978-4-04-066857-4
  2. 2015年3月31日発行（2015年3月23日発売） ISBN 978-4-04-067297-7
  3. 2015年9月30日発行（2015年9月19日発売） ISBN 978-4-04-067811-5
  4. 2016年3月31日発行（2016年3月23日発売） ISBN 978-4-04-068227-3
  5. 2016年9月23日発行（同日発売） ISBN 978-4-04-068538-0
  6. 2017年3月23日発行（同日発売） ISBN 978-4-04-069115-2
  7. 2017年9月23日発行（同日発売） ISBN 978-4-04-069415-3
  8. 2018年3月23日発行（同日発売） ISBN 978-4-04-069773-4
  9. 2018年9月21日発行（同日発売） ISBN 978-4-04-065107-1

## テレビアニメ
2018年7月から9月までTOKYO MXほかにて放送された。公開が当初予定より半年遅れとなり、このためアニメ放映期間中に原作が最終回を迎える結果となっている。

### スタッフ
- 原作 - 川崎直孝[7]
- 監督・シリーズ構成 - 稲垣隆行[7]
- キャラクターデザイン - 松本麻友子[7]
- 美術監督 - 佐南友理、三宅昌和
- 色彩設計 - 小川由美香
- 撮影監督 - 木船颯人
- 編集 - 岡祐司
- 音響監督 - 山口貴之
- 音楽 - Audio Highs、大隅知宇
- 音楽制作 - KADOKAWA
- 音楽プロデューサー - 若林豪
- プロデューサー - 田村淳一郎、立崎孝史
- アニメーションプロデューサー - 水越拓馬
- アニメーション制作 - ディオメディア[7]
- 製作 - ちおちゃんの製作委員会[7]

### 主題歌
オープニングテーマ「Danger in my 通学路」
作詞 - 園田健太郎 / 作曲・編曲 - 工藤嶺 / 歌 - 三谷裳ちお（大空直美）、野々村真奈菜（小見川千明）、細川雪（本渡楓）
エンディングテーマ「ナナイロード」
作詞・作曲 - DECO*27 / 編曲 - Rockwell / 歌 - 三谷裳ちお（大空直美）、野々村真奈菜（小見川千明）

### 各話リスト
| 話数   | サブタイトル                          | 絵コンテ          | 演出     | 作画監督                                                                                  | 総作画監督          |
| ------ | ------------------------------------- | ----------------- | -------- | ----------------------------------------------------------------------------------------- | ------------------- |
| 第1話  | そこに学校があるから                  | 稲垣隆行          | 稲垣隆行 | 西村彩 島袋智和 飯塚葉子 池原百合子 加藤弘将 synod                                        | 松本麻友子          |
| 第1話  | ちおちゃんと細川さん                  | 稲垣隆行          | 稲垣隆行 | 西村彩 島袋智和 飯塚葉子 池原百合子 加藤弘将 synod                                        | 松本麻友子          |
| 第2話  | ブラッディ・バタフライ・エフェクト    | 稲垣隆行          | 徐恵眞   | Kim Suho Lee Seongjae                                                                     | 松本麻友子          |
| 第2話  | 真奈菜と大トロと私                    | 稲垣隆行          | 徐恵眞   | Kim Suho Lee Seongjae                                                                     | 松本麻友子          |
| 第2話  | バンプ・オブ・スレイブ                | 稲垣隆行          | 徐恵眞   | Kim Suho Lee Seongjae                                                                     | 松本麻友子          |
| 第3話  | ブラッディ・バタフライ・エフェクト(2) | 寿まさら          | 寿まさら | 志田ただし                                                                                | -                   |
| 第3話  | カバディック・フォー                  | 寿まさら          | 寿まさら | 志田ただし                                                                                | -                   |
| 第4話  | スモーク・オン・ザ・セーラー          | 稲垣隆行          | 稲垣隆行 | 飯塚葉子 島袋智和 加藤弘将 Ryu Joong Hyeon Han Se Hwan Revival                            | -                   |
| 第4話  | 桜の花を手にとって                    | 稲垣隆行          | 稲垣隆行 | 飯塚葉子 島袋智和 加藤弘将 Ryu Joong Hyeon Han Se Hwan Revival                            | -                   |
| 第4話  | まななちゃんの通学路                  | 稲垣隆行          | 稲垣隆行 | 飯塚葉子 島袋智和 加藤弘将 Ryu Joong Hyeon Han Se Hwan Revival                            | -                   |
| 第5話  | サンキュー、ジョージ                  | 本多美乃          | 秦義人   | 小川茜 槇田路子 本田辰雄 加藤弘将 福田圭太 Ryu Joong Hyeon Han Se Hwan 戯画プロダクション | -                   |
| 第5話  | まななっちお                          | 本多美乃          | 秦義人   | 小川茜 槇田路子 本田辰雄 加藤弘将 福田圭太 Ryu Joong Hyeon Han Se Hwan 戯画プロダクション | -                   |
| 第6話  | それぞれの道                          | 追崎史敏          | 稲垣隆行 | 小川茜 槇田路子 本田辰雄 加藤弘将 飯塚葉子 Ryu Joong Hyeon Han Se Hwan                    | -                   |
| 第6話  | エルードちおちゃん                    | 追崎史敏          | 稲垣隆行 | 小川茜 槇田路子 本田辰雄 加藤弘将 飯塚葉子 Ryu Joong Hyeon Han Se Hwan                    | -                   |
| 第7話  | コンビニちおちゃん                    | どじゃがげん      | 日下直義 | Kim Suho                                                                                  | -                   |
| 第7話  | ちおちゃんと決闘                      | どじゃがげん      | 日下直義 | Kim Suho                                                                                  | -                   |
| 第7話  | あの日のおもかげ                      | どじゃがげん      | 日下直義 | Kim Suho                                                                                  | -                   |
| 第8話  | 雪ちゃんは気にしない                  | 稲垣隆行 追崎史敏 | 神谷望夢 | 佐々木萌                                                                                  | -                   |
| 第8話  | チオ・フィッシャー                    | 稲垣隆行 追崎史敏 | 神谷望夢 | 佐々木萌                                                                                  | -                   |
| 第8話  | 桃ちゃんのおはなし                    | 稲垣隆行 追崎史敏 | 神谷望夢 | 佐々木萌                                                                                  | -                   |
| 第9話  | イメチェンちおちゃん                  | 稲垣隆行          | 所俊克   | 槇田路子 本田辰雄 福島秀機 Synod 戯画プロダクション                                       | 松本麻友子 井出直美 |
| 第9話  | フラットカット                        | 稲垣隆行          | 所俊克   | 槇田路子 本田辰雄 福島秀機 Synod 戯画プロダクション                                       | 松本麻友子 井出直美 |
| 第10話 | 篠塚さんと糖分と記者会見              | どじゃがげん      | 久保博志 | 佐々木敏子 小林多加志 村上史明                                                            | 松本麻友子          |
| 第10話 | サウザンドスプリング                  | どじゃがげん      | 久保博志 | 佐々木敏子 小林多加志 村上史明                                                            | 松本麻友子          |
| 第10話 | 安藤とジョージ                        | どじゃがげん      | 久保博志 | 佐々木敏子 小林多加志 村上史明                                                            | 松本麻友子          |
| 第11話 | 真夜中のちおちゃん                    | きむら剛          | きむら剛 | きむら剛                                                                                  | -                   |
| 第11話 | あぽくり！                            | きむら剛          | きむら剛 | きむら剛                                                                                  | -                   |
| 第12話 | たったひとつの冴えたやりかた          | 稲垣隆行          | 稲垣隆行 | 槙田路子 加藤弘将 本田辰雄 Ryu Joong Hyeon Han Se Hwan                                    | 松本麻友子 井出直美 |
| 第12話 | 雪ちゃんはまとわない                  | 稲垣隆行          | 稲垣隆行 | 槙田路子 加藤弘将 本田辰雄 Ryu Joong Hyeon Han Se Hwan                                    | 松本麻友子 井出直美 |

### 放送局
| 放送期間                | 放送時間                     | 放送局     | 対象地域 | 備考                      |
| ----------------------- | ---------------------------- | ---------- | -------- | ------------------------- |
| 2018年7月6日 - 9月21日  | 金曜 22:00 - 22:30           | TOKYO MX   | 東京都   |                           |
| 2018年7月7日 - 9月22日  | 土曜 0:00 - 0:30（金曜深夜） | サンテレビ | 兵庫県   |                           |
|                         | 土曜 1:20 - 1:50（金曜深夜） | 三重テレビ | 三重県   |                           |
|                         | 土曜 1:30 - 2:00（金曜深夜） | 岐阜放送   | 岐阜県   |                           |
|                         | 土曜 21:00 - 21:30           | AT-X       | 日本全域 | CS放送 / リピート放送あり |
| 2018年7月8日 - 9月23日  | 日曜 1:30 - 2:00（土曜深夜） | KBS京都    | 京都府   |                           |
| 2018年7月10日 - 9月25日 | 火曜 1:00 - 1:30（月曜深夜） | BS11       | 日本全域 | BS放送 / 『ANIME+』枠     |

| 配信期間               | 配信時間           | 配信サイト |
| ---------------------- | ------------------ | --- |
| 2018年7月6日 - 9月21日 | 金曜 21:30 更新    | dアニメストア |
|                        | 金曜 21:30 - 22:00 | AbemaTV |
| 不明                   | 不明               | Netflix Amazonプライム・ビデオ Hulu バンダイチャンネル ひかりTV ビデオパス J:COMオンデマンド U-NEXT アニメ放題 あにてれ ニコニコチャンネル GYAO! |

### BD / DVD
| 巻 | 発売日         | 収録話         | 規格品番  | 規格品番   |
| 巻 | 発売日         | 収録話         | BD        | DVD        |
| -- | -------------- | -------------- | --------- | ---------- |
| 上 | 2018年9月26日  | 第1話 - 第6話  | KAXA-7652 | KABA-10638 |
| 下 | 2018年11月28日 | 第7話 - 第12話 | KAXA-7653 | KABA-10639 |

### Webラジオ
三谷裳ちお役の大空直美と野々村真奈菜役の小見川千明がパーソナリティを務めるWebラジオ『ちおちゃんの通学路 中の下を行くラジオ』が、2018年7月5日から9月27日にかけて隔週木曜日に音泉にて配信された。

## Webゲーム
- ちおちゃんの通学路【エクストリーム登校アクション】

2018年6月15日よりRPGアツマールで配信のWebゲーム。